# Günter Maschke
Günter Maschke, född 15 januari 1943 i Erfurt, död 7 februari 2022, var en tysk författare, som till en början var vänsteraktivist, senare oberoende intellektuell och publicist inom den nya högern.
På 1960-talet var han aktiv i kommunistiska grupper, den situationistiska gruppen Subversive Aktion i Tübingen och Sozialistischer Deutscher Studentenbund. Han påbörjade en politisk omorientering efter att ha besökt Kuba under två år från 1968 till 1969 och öppet kritiserat landets regim. Han var därefter fri medarbetare vid Frankfurter Allgemeine Zeitung under flera år. En större omvändelse skedde när han började studera Carl Schmitt som han även blev personlig vän med. Han lämnade FAZ 1985 efter en publicistisk kontrovers med Jürgen Habermas. Han började därefter skriva för högerkonservativa och högerextrema tidskrifter som Staatsbriefe, Criticón, Junge Freiheit, Empresas políticas och Etappe.
Tillsammans med två andra tyskar som växlat från radikal vänster till höger, Horst Mahler och Reinhold Oberlercher, publicerade han 1999 en "kanonisk förklaring av 68-rörelsen", där de tolkade 68-rörelsen som nationalrevolutionär. De hävdade att 68-rörelsen hade stått för varken kommunism eller kapitalism, varken tredje världens eller östs eller västs idéer och maktintressen, utan "endast för varje folks rätt till nationalrevolutionär och socialrevolutionär självbefrielse".